# 和歌山県指定文化財一覧
和歌山県指定文化財一覧（わかやまけんしていぶんかざいいちらん）は、和歌山県指定の文化財や史跡等を一覧形式でまとめたものであるが、全てを掲載しているわけではない。

## 有形文化財

### 建造物

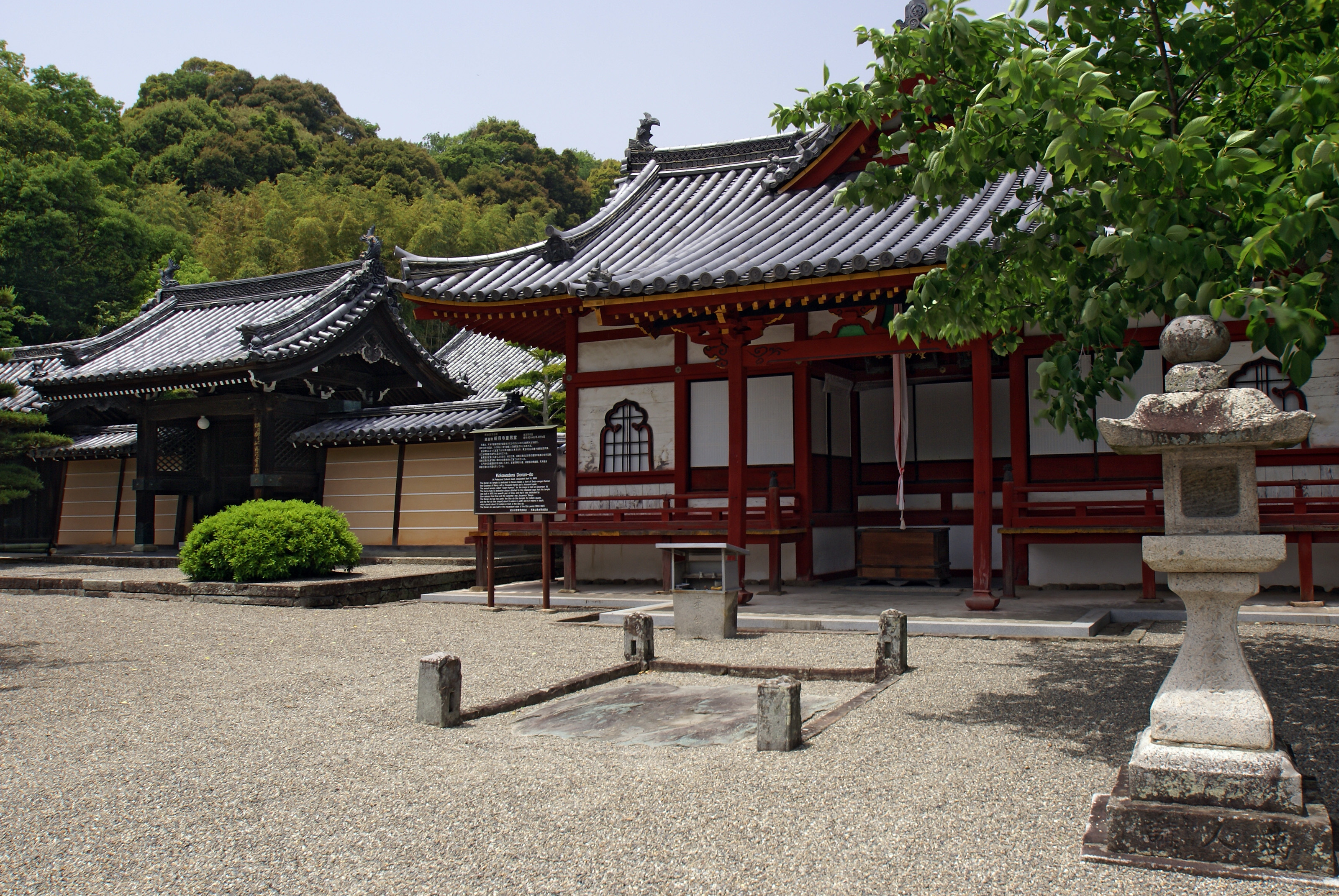
粉河寺 童男堂

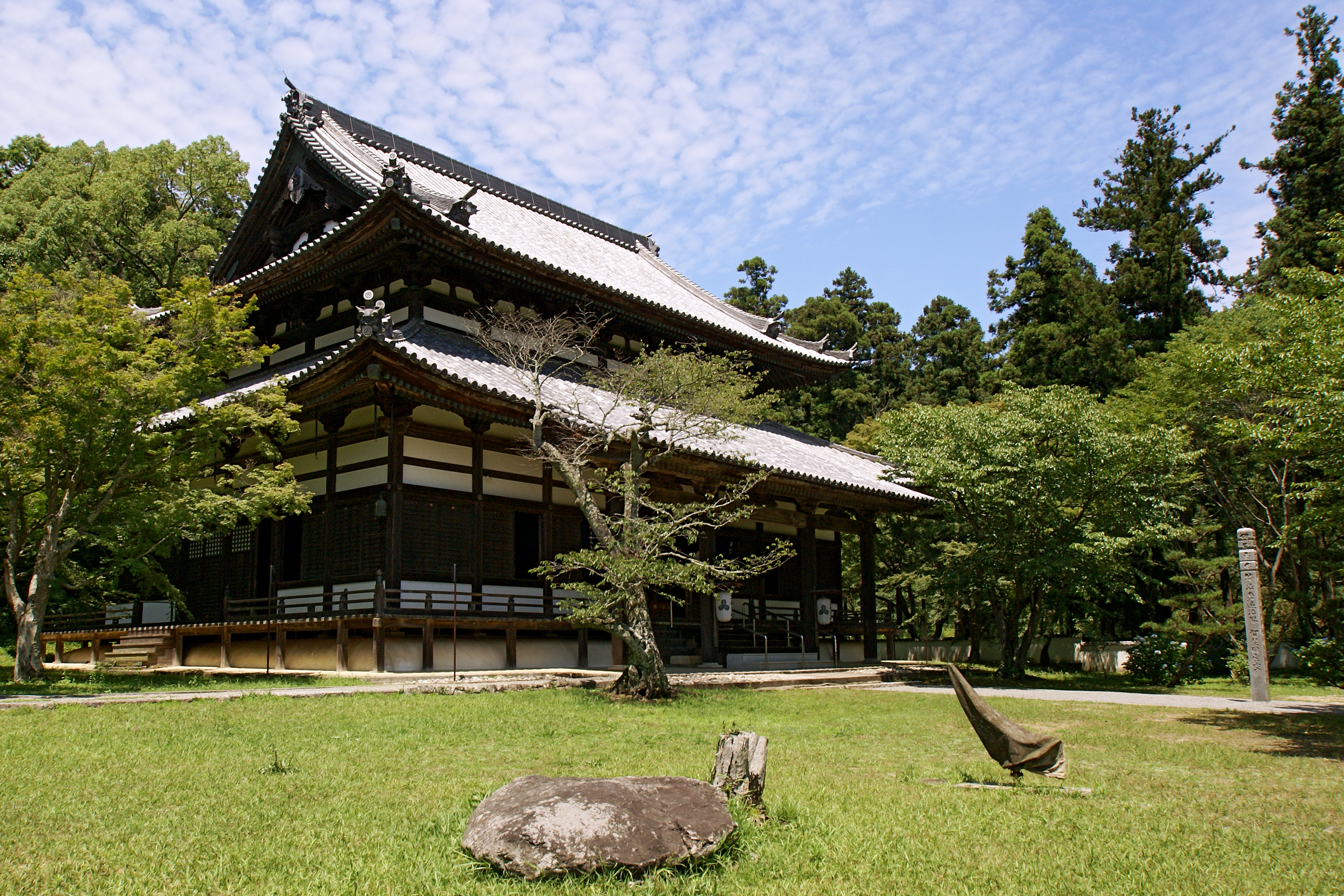
根来寺 大伝法堂

深専寺本堂

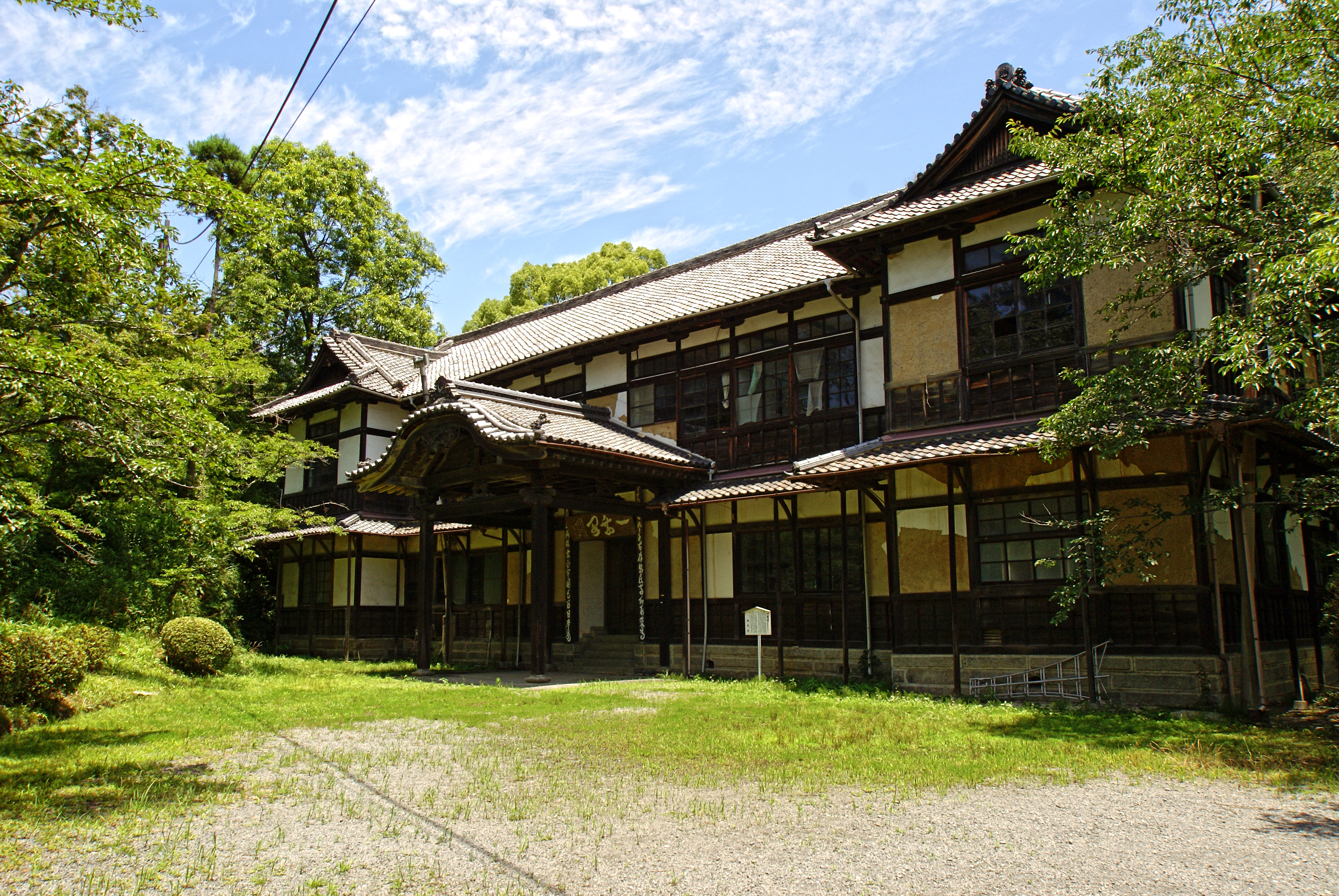
旧和歌山県会議事堂 （一乗閣）

- 高原熊野神社本殿 〔田辺市中辺路町高原〕 1961年4月18日指定
- 野上八幡神社絵馬殿 〔紀美野町小畑〕 1962年2月13日指定
- 日神社本殿 〔白浜町十九渕〕 1963年3月26日指定
- 地蔵寺の五輪塔 〔橋本市高野口町名倉〕 1963年7月30日指定
- 常喜院校倉 〔高野町高野山〕 1963年7月30日指定
- 不動院書院 〔高野町高野山〕 1963年7月30日指定
- 野田の宝篋印塔 〔有田川町野田〕 1963年7月30日指定 ※禅長寺
- 粉河寺童男堂 〔紀の川市粉河〕 1965年4月14日指定
- 正覚寺の多宝小塔 〔岩出市高塚〕 1965年4月14日指定
- 相賀大神社石燈籠 〔橋本市市脇〕 1965年4月14日指定
- 石造五輪卒塔婆群 〔かつらぎ町上天野〕 1965年4月14日指定 ※丹生都比売神社
- 金剛峯寺 大主殿･奥書院･経蔵･鐘楼･真然堂･護摩堂･山門･会下門･かご塀 〔高野町高野山〕 1965年4月14日指定
- 石造五輪塔 〔高野町高野山〕 1965年4月14日指定 ※西南院
- 石造多層塔 〔高野町高野山〕 1965年4月14日指定 ※遍照光院
- 国吉熊野神社石造宝篋印塔 〔紀美野町田〕 1965年9月20日指定
- 薬師堂厨子 〔かつらぎ町御所〕 1965年9月20日指定 ※薬師寺
- 安養寺の自然石板状卒塔婆 〔みなべ町〕 1966年12月9日指定
- 根来寺不動堂 〔岩出市根来〕 1967年4月14日指定
- 須賀神社本殿 〔みなべ町西本庄〕 1968年6月2日指定
- 旧小早川梅吉氏住宅 〔和歌山市岩橋〕 1969年4月23日指定
- 旧谷村まつ氏住宅 〔和歌山市岩橋〕 1969年4月23日指定
- 石造宝篋印塔 〔海南市下津町橘本〕 1969年7月14日指定 ※地蔵峰寺
- 上岩出神社本殿 〔岩出市北大池〕 1969年7月14日指定
- 長保寺客殿 〔海南市下津町上〕 1970年5月25日指定
- 紀州藩霊殿 〔海南市下津町上〕 1970年5月25日指定 ※長保寺
- 宝来山神社末社東殿･西殿 〔かつらぎ町萩原〕 1971年3月22日指定
- 道成寺三重塔 〔日高川町鐘巻〕 1971年3月22日指定
- 道成寺書院 〔日高川町鐘巻〕 1971年3月22日指定
- 石造宝篋印塔 〔かつらぎ町上天野〕 1971年7月13日指定
- 石造五輪塔 〔かつらぎ町大久保祇園境内〕 1971年7月13日指定
- 西田中神社 羊宮神社本殿･八幡神社本殿 〔紀の川市中井阪〕 1973年5月16日指定
- 沼谷の板碑 〔有田川町沼谷大蔵神社境内〕 1973年5月16日指定
- 護国院本堂 〔和歌山市紀三井寺〕 1974年4月9日指定
- 木ノ本八幡神社本殿 〔和歌山市木ノ本〕 1974年12月9日指定
- 東田中神社境内社 旧竹房神社本殿 〔紀の川市打田〕 1974年12月9日指定
- 下阿田木神社本殿 〔日高川町皆瀬〕 1974年12月9日指定
- 且来八幡神社本殿 〔海南市且来〕 1977年3月16日指定
- 石造宝篋印塔 〔湯浅町栖原〕 1978年8月18日指定 ※施無畏寺
- 力侍神社本殿 摂社八王子神社 〔和歌山市川辺〕 1979年6月9日指定
- 広八幡神社舞殿 〔広川町上中野〕 1979年6月9日指定
- 阿弥陀寺大師堂 〔那智勝浦町南平野〕 1981年7月13日指定
- 阿弥陀寺本堂 〔和歌山市鳴神〕 1985年7月26日指定
- 根来寺 光明真言殿･大伝法堂･大門 〔岩出市根来〕 1993年4月13日指定
- 慈尊院 築地塀（西門含む）･北門 〔九度山町慈尊院〕 1993年4月13日指定
- 慈尊院多宝塔 〔九度山町慈尊院〕 1994年4月20日指定
- 荒田神社本殿 〔岩出市森〕 1995年4月11日指定
- 藤白神社本殿 〔海南市藤白〕 1997年4月23日指定
- 施無畏寺 本堂･開山堂･鐘楼･鎮守社 〔湯浅町栖原〕 1997年4月23日指定
- 深専寺本堂 〔湯浅町湯浅〕 1998年4月15日指定
- 神願寺本堂 〔かつらぎ町萩原〕 1999年7月9日指定
- 総持寺 総門･本堂･鐘楼 〔和歌山市梶取〕 2002年5月21日指定
- 十禅律院 本堂･庫裡･護摩堂･塗上門 〔紀の川市粉河〕 2003年3月18日指定
- 旧和歌山県会議事堂（一乗閣） 〔岩出市根来〕 2005年5月31日指定
- 地蔵堂 〔かつらぎ町花園北寺〕 2007年6月12日指定
- 名手八幡神社本殿 丹生神社･八幡神社･天満神社 〔紀の川市穴伏〕 2008年6月24日指定
- 深専寺 惣門･庫裡及び玄関･書院 〔湯浅町湯浅〕 2009年3月17日指定
- 闘鶏神社 本殿（證誠殿）･西殿･上殿･中殿･下殿･八百萬殿 〔田辺市湊〕 2009年3月17日指定
- 濱口家住宅 本宅･本座敷･三階棟･土蔵･煉瓦塀 〔広川町広〕 2010年3月16日指定

### 絵画
- 無量寺の絵画 〔串本町串本〕 1961年4月18日指定
- 紙本墨画山水図 〔高野町高野山〕 1965年4月14日指定 ※金剛峯寺
- 絹本著色仏涅槃図 〔高野町高野山〕 1965年4月14日指定 ※金剛三昧院
- 紙本墨画山水図襖 〔高野町高野山〕 1965年4月14日指定 ※光台院
- 絹本著色真言八祖像 〔高野町高野山〕 1965年4月14日指定 ※西南院
- 紙本墨画釈迦三尊像 〔高野町高野山〕 1965年4月14日指定 ※西南院
- 絹本著色理趣経十八会曼荼羅図 〔高野町高野山〕 1965年4月14日指定 ※天徳院
- 絹本著色不動明王二童子像 〔高野町高野山〕 1965年4月14日指定 ※遍照光院
- 紙本墨画瓜竹の子図 〔高野町高野山〕 1965年4月14日指定 ※宝寿院
- 絹本著色金剛薩像 〔高野町高野山〕 1965年4月14日指定 ※宝寿院
- 絹本著色不動明王二童子像 〔高野町高野山〕 1965年4月14日指定 ※宝城院
- 絹本著色弘法大師像 〔高野町高野山〕 1965年4月14日指定 ※無量光院
- 絹本墨画淡彩騎獅文殊菩薩像 〔高野町高野山〕 1965年4月14日指定
- 熊野曼荼羅 〔那智勝浦町那智山〕 1965年4月14日指定 ※熊野那智大社
- 熊野権現曼荼羅 〔那智勝浦町那智山〕 1965年4月14日指定 ※熊野那智大社
- 那智山古絵図 〔那智勝浦町那智山〕 1965年4月14日指定 ※熊野那智大社
- 那智山宮曼荼羅 〔那智勝浦町那智山〕 1965年4月14日指定 ※熊野那智大社
- 紙本水墨寒山拾得図 〔田辺市稲成町糸田〕 1965年9月20日指定 ※高山寺
- 紙本水墨柳と烏図 〔田辺市稲成町糸田〕 1965年9月20日指定 ※高山寺
- 絹本水墨淡彩人物図 〔田辺市稲成町糸田〕 1965年9月20日指定 ※高山寺
- 絹本水墨龍と仙人図 〔白浜町富田〕 1965年9月20日指定 ※草堂寺
- 紙本水墨慮行者明上座図 〔白浜町富田〕 1965年9月20日指定 ※草堂寺
- 紙本淡彩四睡図 〔白浜町富田〕 1965年9月20日指定 ※草堂寺
- 紙本水墨蝦蟇鉄拐図 〔白浜町富田〕 1965年9月20日指定 ※草堂寺
- 紙本水墨隠元豆と玉蜀黍図 〔白浜町富田〕 1965年9月20日指定 ※草堂寺
- 絹本彩色鸚鵡図 〔白浜町富田〕 1965年9月20日指定 ※草堂寺
- 紙本淡彩東方朔と山水図 〔白浜町富田〕 1965年9月20日指定 ※草堂寺
- 絹本淡彩関羽図 〔白浜町富田〕 1965年9月20日指定 ※草堂寺
- 絹本著色狩場明神像 〔和歌山市東高松〕 1966年4月12日指定
- 八相成道図および真言八祖図 〔有田市宮崎町〕 1966年12月9日指定 ※浄妙寺
- 日光月光菩薩扉2絵 〔田辺市本宮町湯峯〕 1967年4月14日指定 ※東光寺
- 絹本著色熊野本宮八葉曼荼 〔田辺市本宮町本宮〕 1967年4月14日指定 ※熊野本宮大社
- 絹本著色法燈国師像 〔有田市宮原町東〕 1970年5月25日指定 ※円満寺
- 絹本著色虎関師錬像 〔白浜町富田〕 1973年5月16日指定 ※草堂寺
- 紙本著色東照宮縁起絵巻 〔和歌山市和歌浦西〕 1990年4月18日指定 ※紀州東照宮
- 絹本著色当麻曼荼羅図 〔有田川町長田〕 2006年5月9日指定 ※浄教寺
- 絹本著色十王図 〔有田川町長田〕 2006年5月9日指定 ※浄教寺
- 日光社参詣曼荼羅 〔和歌山市吹上〕 2008年6月24日指定 ※和歌山県立博物館保管
- 那智参詣曼荼羅 〔田辺市湊〕 2010年3月16日指定 ※闘鶏神社
- 那智三瀑図 野呂介石筆 〔和歌山市吹上〕 2011年3月15日指定 ※和歌山県立博物館保管

### 彫刻
- 安楽寺仏像 〔日高川町寒川〕 1956年11月13日指定 ※安楽寺・寒川神社
- 木造薬師如来坐像 〔海南市下津町上〕 1959年8月18日指定 ※東光寺
- 石造狛犬 〔九度山町河根〕 1959年8月18日指定 ※河根丹生神社
- 木造釈迦如来坐像 〔海南市下津町梅田〕 1961年4月18日指定 ※善福院
- 懸仏 〔那智勝浦町下和田〕 1963年3月26日指定 ※大泰寺
- 木造船上菩薩像 〔紀の川市貴志川町岸宮〕 1964年5月28日指定
- 木造十一面観音菩薩立像 〔海南市東畑〕 1965年4月14日指定 ※円満寺
- 木造大日如来坐像 〔橋本市下兵庫〕 1965年4月14日指定 ※利生護国寺
- 木造弘法大師坐像 〔高野町高野山〕 1965年4月14日指定 ※三宝院
- 木造十一面観音菩薩立像 〔日高川町佐井〕 1965年4月14日指定 ※極楽寺
- 木造阿弥陀三尊像 〔田辺市中芳養〕 1965年4月14日指定 ※泉養寺
- 木造役行者同脇侍像 〔那智勝浦町那智山〕 1965年4月14日指定
- 木造薬師如来坐像 〔かつらぎ町御所〕 1965年9月20日指定 ※薬師寺
- 木造菩薩坐像 〔かつらぎ町御所〕 1965年9月20日指定 ※薬師寺
- 木造地蔵菩薩立像 〔かつらぎ町御所〕 1965年9月20日指定 ※薬師寺
- 木造聖徳太子孝養立像 〔田辺市稲成町糸田〕 1965年9月20日指定 ※高山寺
- 木造釈迦如来坐像 〔有田川町岩野河〕 1967年4月14日指定 ※法音寺
- 大日堂の石仏 〔田辺市本宮町本宮〕 1967年4月14日指定 ※熊野本宮大社
- 木造家津御子神像 〔田辺市本宮町本宮〕 1967年4月14日指定 ※大智院
- 木造阿弥陀如来像および二十五菩薩像 〔有田川町楠本〕 1968年6月27日指定 ※法福寺
- 木造聖徳太子立像 〔新宮市堀池町〕 1969年4月23日指定 ※宗応寺
- 木造十一面観音立像 〔有田川町小川〕 1969年7月14日指定 ※薬王寺
- 木造阿弥陀如来坐像 〔有田川町粟生〕 1969年7月14日指定 ※吉祥寺
- 木造阿弥陀如来坐像 〔海南市下津町上〕 1970年5月25日指定 ※長保寺
- 木造法燈国師坐像 〔有田市宮原町東〕 1970年5月25日指定 ※円満寺
- 岩田神社神像群 〔上富田町岩田〕 1970年5月25日指定 ※岩田神社
- 木造阿弥陀如来坐像 〔かつらぎ町笠田中〕 1971年7月13日指定 ※無量寺
- 木造菩薩形坐像 〔田辺市南新町〕 1972年4月13日指定 ※海蔵寺
- 木造如来形坐像 〔白浜町塩野〕 1972年4月13日指定 ※塩野薬師堂
- 木造僧形坐像 〔海南市下津町梅田〕 1973年5月16日指定 ※善福院
- 木造阿弥陀三尊坐像 〔紀の川市中津川〕 1973年5月16日指定 ※極楽寺
- 下阿田木神社木造男神坐像 〔日高川町皆瀬〕 1977年3月16日指定 ※下阿田木神社
- 木造釈迦如来坐像及び両脇侍立像 〔日高川町鐘巻〕 1978年8月18日指定 ※道成寺
- 木造阿弥陀如来坐像 〔紀美野町毛原宮〕 1980年2月16日指定 ※大日寺
- 木造阿弥陀如来坐像 〔紀美野町高畑下浦〕 1980年2月16日指定 ※高畑区文化財顕彰保存会
- 木造阿弥陀如来坐像 〔御坊市藤田町藤井〕 1980年2月16日指定 ※専念寺
- 木造十一面観音立像 〔印南町島田〕 1981年7月13日指定 ※名杭観音講
- 木造天部形立像 〔那智勝浦町浜ノ宮〕 1990年4月18日指定 ※補陀洛山寺
- 木造金剛力士立像 〔那智勝浦町那智山〕 1990年4月18日指定 ※青岸渡寺
- 木造天部立像 〔海南市下津町上〕 1992年4月15日指定 ※東光寺
- 木造四天王立像 〔九度山町慈尊院〕 1994年4月20日指定 ※慈尊院
- 木造聖観音菩薩立像 〔紀の川市桃山町調月〕 1995年4月11日指定 ※観音寺
- 木造阿弥陀如来坐像 〔橋本市賢堂〕 1996年4月17日指定 ※定福寺
- 木造普賢延命菩薩坐像 〔橋本市菖蒲谷〕 1996年4月17日指定 ※普賢寺
- 木造阿弥陀如来坐像 〔橋本市神野々〕 1997年4月23日指定 ※六郷極楽寺
- 木造天部形立像 〔橋本市恋野〕 1997年4月23日指定 ※福王寺
- 木造金剛力士立像 〔高野町高野山〕 1998年4月15日指定 ※金剛峯寺
- 木造金剛力士立像 〔海南市下津町上〕 1999年7月9日指定 ※長保寺
- 木造八幡三神坐像 〔紀の川市中鞆淵〕 2003年3月18日指定 ※鞆淵八幡神社
- 根来寺能面 〔岩出市根来〕 2004年3月16日指定
- 木造大日如来坐蔵 〔有田市新堂〕 2004年3月16日指定 ※妙法寺
- 木造天部立像 〔有田市新堂〕 2004年3月16日指定 ※妙法寺
- 木造熊野三所権現本地仏坐像 〔海南市藤白〕 2005年5月31日指定 ※藤白神社
- 木造十一面観音立像 〔海南市藤白〕 2005年5月31日指定 ※藤白神社
- 木造大日如来坐像・木造薬師如来坐像 〔橋本市東家〕 2005年5月31日指定 ※妙楽寺
- 木造明恵上人坐像 〔湯浅町栖原〕 2005年5月31日指定 ※施無畏寺
- 木造阿弥陀如来坐像 〔湯浅町青木〕 2005年5月31日指定 ※興福寺
- 木造弘法大師坐像 〔岩出市根来〕 2006年5月9日指定 ※根来寺
- 塑造薬師如来坐像 〔海南市幡川〕 2007年6月12日指定 ※禅林寺
- 木造熊野十二所権現古神像 〔那智勝浦町那智山〕 2008年6月24日指定 ※熊野那智大社
- 和歌祭仮面群 面掛行列所用品 〔和歌山市和歌浦西〕 2009年3月17日指定 ※紀州東照宮
- 木造女神坐像 〔那智勝浦町那智山〕 2009年3月17日指定 ※熊野那智大社
- 木造不動明王二童子像 〔田辺市本宮町湯峯〕 2010年3月16日指定 ※東光寺

### 工芸品
- 大年神社梵鐘 〔紀の川市桃山町調月〕 1957年4月6日指定
- 糸巻本太刀拵 〔和歌山市南片原〕 1957年4月25日指定
- 刀 銘於南紀重国造之 〔和歌山市紀三井寺〕 1957年11月9日指定
- 刀 銘於南紀重国造之 〔橋本市隅田町河瀬〕 1957年11月9日指定
- 刀 銘於南紀重国造之 〔和歌山市東高松〕 1958年4月1日指定
- 太刀 銘於南紀重国造之 〔和歌山市大垣内〕 1958年4月1日指定
- 毛抜太刀 〔兵庫県宝塚市泉ガ丘〕 1958年4月1日指定 ※個人蔵（高野町高野山･北室院保管）
- 刀 銘於南紀重国 〔有田市初島町浜〕 1958年4月1日指定
- 太刀 銘於南紀重国造之 〔美浜町吉原〕 1958年4月1日指定
- 刀 銘和州手掻住重国 〔田辺市下屋敷〕 1958年4月1日指定
- 刀 銘国次 〔田辺市本町〕 1958年4月1日指定
- 刀 銘於南紀重国 〔新宮市阿須賀〕 1958年4月1日指定
- 古瀬戸壺 〔新宮市船町〕 1958年4月1日指定
- 古瀬戸壺 〔新宮市石ケ坪〕 1958年4月1日指定
- 古瀬戸水瓶 〔新宮市新宮〕 1958年4月1日指定
- 古瀬戸瓶子 〔新宮市新宮〕 1958年4月1日指定
- 刀 銘生国和刕手掻駿府ニ住ス其後於南紀城 〔和歌山市本町〕 1959年1月8日指定
- 刀 銘仲真 〔和歌山市高松〕 1959年1月8日指定
- 刀 銘国次 〔御坊市島〕 1959年1月8日指定
- 刀 銘於南紀重国造之 〔御坊市薗〕 1959年1月8日指定
- 鼎 〔九度山町慈尊院〕 1959年8月18日指定 ※丹生官省符神社
- 大同寺の銅製蔵骨器 〔和歌山市六十谷〕 1960年8月16日指定
- 刀 銘於南紀文珠金助重国 〔和歌山市南片原〕 1960年8月16日指定
- 刀 銘於南紀重国造之 〔みなべ町山内〕 1960年8月16日指定
- 刀 銘於南紀重国造之 〔みなべ町山内〕 1960年8月16日指定
- 鞆淵八幡神社木製椅子 〔紀の川市中鞆淵〕 1962年2月13日指定
- 刀 名実正 〔新宮市新宮〕 1962年2月13日指定
- 木鉢 〔新宮市新宮〕 1964年5月28日指定 ※妙心寺
- 永正十一年在銘御正体 〔新宮市新宮〕 1964年5月28日指定
- 入峯の斧 〔新宮市新宮〕 1964年5月28日指定
- 粉河寺大門橋高欄宝珠 〔紀の川市粉河〕 1965年4月14日指定
- 楽太鼓縁 〔かつらぎ町上天野〕 1965年4月14日指定 ※丹生都比売神社
- 鼓胴 〔かつらぎ町上天野〕 1965年4月14日指定 ※丹生都比売神社
- 瑞華双鸞八稜鏡 〔かつらぎ町上天野〕 1965年4月14日指定 ※丹生都比売神社
- 妙見神社の梵鐘 〔かつらぎ町滝〕 1965年4月14日指定
- 弘法寺の梵鐘 〔橋本市高野口町上中〕 1965年4月14日指定
- 赤銅菊花牡丹文透彫箱 〔高野町高野山〕 1965年4月14日指定 ※金剛峯寺
- 白銅手錫杖 〔高野町高野山〕 1965年4月14日指定 ※金剛峯寺
- 金銅五鈷鈴 〔高野町高野山〕 1965年4月14日指定 ※親王院
- 金銅金剛盤 〔高野町高野山〕 1965年4月14日指定 ※親王院
- 金銅五鈷杵 〔高野町高野山〕 1965年4月14日指定 ※親王院
- 金銅花鳥文磬 〔高野町高野山〕 1965年4月14日指定 ※親王院
- 銅磬 〔高野町高野山〕 1965年4月14日指定 ※普賢院
- 白銅素文磬 〔高野町高野山〕 1965年4月14日指定 ※蓮華正院
- 熊野那智大社奉納鏡 〔那智勝浦町那智山〕 1965年4月14日指定
- 唐櫃 〔那智勝浦町那智山〕 1965年4月14日指定 ※熊野那智大社
- 大湯釜 〔那智勝浦町那智山〕 1965年4月14日指定 ※熊野那智大社
- 鬼面 〔那智勝浦町那智山〕 1965年4月14日指定 ※熊野那智大社
- 木造漆塗瓶子 〔那智勝浦町那智山〕 1965年4月14日指定 ※熊野那智大社
- 御宸翰木牌 〔那智勝浦町那智山〕 1965年4月14日指定 ※熊野那智大社
- 鉄燈籠 〔那智勝浦町那智山〕 1965年4月14日指定 ※熊野那智大社
- 神輿 〔那智勝浦町那智山〕 1965年4月14日指定 ※熊野那智大社
- 銅製金鼓 〔那智勝浦町那智山〕 1965年4月14日指定 ※熊野那智大社
- 銅造擬宝珠 〔那智勝浦町那智山〕 1965年4月14日指定 ※熊野那智大社
- 銅燈籠蓋 〔那智勝浦町那智山〕 1965年4月14日指定 ※熊野那智大社
- 獅子頭 〔九度山町慈尊院〕 1967年4月14日指定 ※丹生官省符神社
- 熊野本宮大社奉納鏡 〔田辺市本宮町本宮〕 1967年4月14日指定
- 儀仗鉾 〔田辺市本宮町本宮〕 1967年4月14日指定 ※熊野本宮大社
- 擬宝珠 〔田辺市本宮町本宮〕 1967年4月14日指定 ※熊野本宮大社
- 若狭国主酒井忠直奉納石硯 〔田辺市本宮町本宮〕 1967年4月14日指定 ※熊野本宮大社
- 神額 〔田辺市本宮町本宮〕 1967年4月14日指定 ※熊野本宮大社
- 銅鍍金つり灯呂 〔田辺市本宮町本宮〕 1967年4月14日指定 ※熊野本宮大社
- 銅鉢 〔田辺市本宮町本宮〕 1967年4月14日指定 ※熊野本宮大社
- 金銅五鈷鈴 〔高野町高野山〕 1968年6月27日指定 ※巴陵院
- 鉄斧 〔新宮市新宮〕 1969年4月23日指定
- 三ツ口釜 〔新宮市新宮〕 1969年4月23日指定
- 銅花瓶 〔那智勝浦町浜ノ宮〕 1971年3月22日指定 ※補陀洛山寺
- 銅仏餉鉢 〔那智勝浦町浜ノ宮〕 1971年3月22日指定 ※補陀洛山寺
- 銅製鰐口 〔有田川町三田〕 1973年5月16日指定 ※浄安寺
- 銅製鰐口 〔有田川町二川〕 1973年5月16日指定 ※安楽寺
- 銅製鰐口 〔有田川町下湯川〕 1973年5月16日指定 ※牛蓮寺
- 銅製鰐口 〔有田川町沼〕 1973年5月16日指定 ※明王寺
- 銅製鰐口 〔有田川町中原〕 1973年5月16日指定 ※阿弥陀堂
- 熊野那智大社奉納鏡類 〔那智勝浦町那智山〕 1977年3月16日指定
- 歴代紀州藩主奉納刀 〔和歌山市和歌浦西〕 1990年4月18日指定 ※紀州東照宮
- 甲冑 〔和歌山市和歌浦西〕 1990年4月18日指定 ※紀州東照宮
- 馬具 〔和歌山市和歌浦西〕 1990年4月18日指定 ※紀州東照宮
- 弓箭具 〔和歌山市和歌浦西〕 1990年4月18日指定 ※紀州東照宮
- 徳川家康所用装束類 〔和歌山市和歌浦西〕 1990年4月18日指定 ※紀州東照宮
- 徳川頼宣所用装束類 〔和歌山市和歌浦西〕 1990年4月18日指定 ※紀州東照宮
- 唐物茶壺 銘華山･楊柳･小面･佐藤 〔和歌山市和歌浦西〕 1990年4月18日指定 ※紀州東照宮
- 牡丹唐草文様金華山裂 〔和歌山市和歌浦西〕 1990年4月18日指定 ※紀州東照宮
- 三彩狛犬 〔広川町広〕 2008年6月24日指定 ※広八幡神社
- 鰐口 〔那智勝浦町那智山〕 2008年6月24日指定 ※青岸渡寺
- 梵鐘 〔那智勝浦町那智山〕 2008年6月24日指定 ※青岸渡寺
- 文台 〔田辺市本宮町本宮〕 2010年3月16日指定 ※熊野本宮大社
- 硯箱 〔田辺市本宮町本宮〕 2010年3月16日指定 ※熊野本宮大社
- 和歌祭祭礼所用具 〔和歌山市吹上〕 2011年3月15日指定 ※紀州東照宮所有（和歌山県立博物館保管）

### 書跡・典籍
- 禅林寺文書 〔海南市幡川〕 1963年3月26日指定
- 隅田文書 〔橋本市隅田町垂井・兵庫〕 1963年3月26日指定 ※隅田八幡神社・利生護国寺
- 後伏見院願文 〔かつらぎ町妙寺〕 1963年3月26日指定
- 万代記 〔田辺市湊〕 1963年3月26日指定 ※闘鶏神社
- 文禄三年連歌懐紙 〔高野町高野山〕 1965年4月14日指定 ※安養院
- 高野版木製活字 〔高野町高野山〕 1965年4月14日指定 ※西禅院
- 真田幸村自筆書状 〔高野町高野山〕 1965年4月14日指定 ※蓮華正院
- 三番日含 〔田辺市稲成町糸田〕 1965年9月20日指定 ※高山寺
- 歓喜寺文書 〔和歌山市禰宜〕 1966年4月12日指定
- 大畑才蔵関係文書 〔橋本市賢堂〕 1967年4月14日指定
- 願成寺文書 〔海南市重根・別所〕 1969年7月14日指定
- 大般若経 〔かつらぎ町滝〕 1969年7月14日指定 ※妙見神社
- 御用留 〔田辺市湊〕 1970年5月25日指定 ※闘鶏神社
- 田辺町大帳町大帳早引 〔田辺市湊〕 1970年5月25日指定 ※闘鶏神社
- 高山寺明恵上人行状 〔湯浅町栖原〕 1978年8月18日指定 ※施無畏寺
- 崎山家文書 〔湯浅町栖原〕 2002年5月21日指定 ※施無畏寺
- 紙本淡彩施無畏寺境内絵図 〔湯浅町栖原〕 2002年5月21日指定 ※施無畏寺

### 古文書
- 丹生広良氏所蔵天野文書 〔和歌山市東高松〕 1964年5月28日指定
- 岡本家文書 〔紀美野町福田〕 1977年3月16日指定
- 施無畏寺文書 〔湯浅町栖原〕 1978年8月18日指定
- 紀州藩三浦家文書 〔和歌山市栄谷〕 1988年3月23日指定

### 考古資料
- 花山法皇御籠所出土御器物 〔那智勝浦町那智山〕 1965年4月14日指定 ※熊野那智大社
- 内行花文鏡 〔有田市宮原町東〕 1970年5月25日指定 ※円満寺
- 銅鐸 〔日高川町鐘巻〕 1978年8月18日指定 ※道成寺
- 車駕之古址古墳出土品 〔和歌山市七番丁〕 1995年4月11日指定
- 太田・黒田遺跡出土銅鐸 〔和歌山市〕 1998年4月15日指定
- 隅田八幡神社経塚出土品 〔橋本市東家〕 2005年5月31日指定
- 山田代銅鐸 〔田辺市湊〕 2009年3月17日指定
- 那智山経塚出土品 〔那智勝浦町那智山〕 2009年3月17日指定 ※熊野那智大社
- 那智山経塚出土品 銅経筒･銅経筒残欠･銅経筒蓋･鏡像･銅鏡･懸仏残欠･羯磨 〔那智勝浦町那智山〕 2009年3月17日指定 ※青岸渡寺
- 有本銅鐸 〔和歌山市岩橋〕 2010年3月16日指定 ※和歌山県立紀伊風土記の丘保管
- 野井銅鐸 〔和歌山市岩瀬〕 2011年3月15日指定 ※和歌山県立紀伊風土記の丘保管
- 旧吉備中学校校庭遺跡出土品 小型青銅鏡 ヒスイ製勾玉 ガラス小玉 〔有田川町下津野〕 2011年3月15日指定 ※有田川町地域交流センター
- 堅田遺跡出土ヤリガンナ鋳型 附弥生土器1点 〔御坊市塩屋町南塩屋〕 2011年3月15日指定 ※御坊市歴史民俗資料館

### 歴史資料
- 元丹生大明神社大般若波羅蜜多経 〔有田川町日物川・東大谷・二川〕 1999年7月9日指定 ※観音寺・安楽寺
- 紙本淡彩根来寺伽藍古絵図 〔岩出市根来〕 2006年5月9日指定 ※根来寺
- 近代捕鯨銃砲 〔太地町太地〕 2007年6月12日指定 ※くじらの博物館

## 無形文化財
- 関口新心流 柔術･居合術･剣術 〔和歌山市〕 2010年3月16日指定 ※保持者：関口芳夫

## 民俗文化財

### 有形民俗文化財
- 牛頭〔那智勝浦町那智山〕 1965年4月14日指定 ※熊野那智大社
- 熊野那智山祭様式図絵〔那智勝浦町那智山〕 1965年4月14日指定 ※熊野那智大社
- 那智山田楽資料一括〔那智勝浦町那智山〕 1965年4月14日指定 ※熊野那智大社
- 津波警告板 〔白浜町十九渕〕 1965年9月20日指定 ※日神社
- 伊勢部柿本神社廻船資料 模型･絵馬･石燈籠 〔海南市日方〕 1967年4月14日指定
- 宮大工道具（儀式用） 〔和歌山市吹上〕 1967年4月14日指定 ※和歌山県立博物館に寄託
- 釿始儀式用具 〔新宮市新宮〕 1969年4月23日指定 ※熊野速玉大社
- 城山神社回舞台 〔有田川町二川〕 1993年4月13日指定
- 西岩代八幡神社回舞台 〔みなべ町西岩代〕 1993年4月13日指定
- 橋本の舟楽車 〔橋本市橋本〕 1997年4月23日指定 ※橋本舟楽車若連中
- 日高地域の地曳網漁用具及び和船 用具87点･文献資料3点･和船1艘 〔和歌山市岩橋〕 2007年6月12日指定 ※和歌山県立紀伊風土記の丘保管
- 保田紙の製作用具 〔和歌山市岩橋〕 2008年6月24日指定 ※和歌山県立紀伊風土記の丘
- 苅萱道心･石童丸関係信仰資料 〔橋本市学文路〕 2009年3月17日指定
- 葛城山の凍豆腐製造用具 附凍豆腐関係文書 〔橋本市御幸辻〕 2009年3月17日指定 ※橋本市郷土資料館保管

### 無形民俗文化財
- 戯瓢踊 〔御坊市新町〕 1955年9月6日指定 ※戯瓢踊保存会
- 団七踊 〔和歌山市西〕 1959年8月18日指定 ※岡崎団七踊保存会
- 六斎念仏 〔かつらぎ町下天野〕 1959年8月18日指定 ※六斎念仏講
- 熊野の田掻競牛 〔那智勝浦町・串本町・古座川町〕 1960年3月12日指定 ※熊野田掻保存会
- 那智の火祭 〔那智勝浦町那智山〕 1960年8月16日指定 ※那智の火祭保存会
- 有田川の鵜飼 〔有田川町・有田市宮原の有田川沿岸〕 1962年2月13日指定 ※有田川鵜飼協同組合
- 興国寺の燈籠焼 〔由良町門前〕 1962年2月13日指定 ※興国寺燈籠焼保存会
- 上野の獅子舞 〔田辺市下川下上野〕 1962年2月13日指定 ※上野の獅子舞保存会
- 横浜の獅子舞 〔由良町北垣内〕 1963年3月26日指定 ※横浜の獅子舞保存会
- 粉河祭 〔紀の川市粉河天倉〕 1964年5月28日指定 ※粉河祭保存会
- 椎出の鬼舞 〔九度山町椎出〕 1964年5月28日指定 ※椎出の鬼の舞保存会
- 広八幡神社の田楽 〔広川町上中野 〕 1964年5月28日指定 ※広川町古典芸能保存会
- 熊野速玉祭 〔新宮市新宮〕 1964年5月28日指定 ※熊野速玉大社祭事保存会
- 熊野御燈祭 〔新宮市新宮〕 1964年5月28日指定 ※熊野速玉大社祭事保存会
- 岩倉流泳法 〔和歌山市西紺屋町〕 1965年4月14日指定 ※岩倉流泳法保存会
- 花園の仏の舞 〔かつらぎ町花園梁瀬〕 1965年4月14日指定 ※花園郷土古典芸能保存会
- 寒川祭 〔日高川町寒川〕 1965年4月14日指定 ※寒川祭保存会
- 大瀬の太鼓踊 〔田辺市本宮町大瀬〕 1965年9月20日指定 ※大瀬太鼓踊保存会
- 平治川の長刀踊 〔田辺市本宮町平治川〕 1965年9月20日指定 ※平治川長刀踊保存会
- 萩の餅搗踊 〔田辺市本宮町萩〕 1965年9月20日指定 ※萩餅搗踊保存会
- 八咫烏神事 〔田辺市本宮町本宮〕 1965年9月20日指定 ※熊野本宮大社神事保存会
- 高芝の獅子舞 〔那智勝浦町下里高芝〕 1965年9月20日指定 ※高芝の獅子舞保存会
- 木ノ本の獅子舞 〔和歌山市木ノ本〕 1966年4月12日指定 ※木ノ本獅子舞保存会
- 藤白の獅子舞 〔海南市藤白〕 1966年4月12日指定 ※藤白の獅子舞保存会
- 塩津のいな踊 〔海南市下津町塩津〕 1966年4月12日指定 ※塩津のいな踊保存会
- 小引童子相撲 〔由良町小引〕 1966年4月12日指定 ※小引童子相撲保存会
- 神谷の稚子踊 〔由良町神谷〕 1966年4月12日指定 ※神谷の稚子踊保存会
- 御竈木神事 〔田辺市本宮町本宮〕 1966年4月12日指定 ※熊野本宮大社神事保存会
- 湯登神事 〔田辺市本宮町本宮〕 1966年4月12日指定 ※熊野本宮大社神事保存会
- 糸我得生寺の来迎会式 〔有田市糸我町中島〕 1968年4月16日指定 ※糸我得生寺の来迎会式保存会
- 六斎念仏 〔みなべ町晩稲〕 1969年4月23日指定 ※六斎念仏保存会
- 田辺祭 〔田辺市湊神田〕 1969年7月14日指定 ※田辺祭保存会
- 太地のくじら踊 〔太地町太地〕 1970年5月25日指定 ※太地町民芸保存会
- 乙田の獅子舞 〔広川町山本〕 1971年3月22日指定 ※広川町古典芸能保存会
- 野中の獅子舞 〔田辺市中辺路町野中〕 1971年3月22日指定 ※近野獅子舞団
- 住吉踊 〔田辺市長野沢の口〕 1972年4月13日指定 ※住吉踊保存会
- 岡の獅子舞 〔上富田町〕 1972年4月13日指定 ※岡の獅子舞団
- 櫂踊 〔那智勝浦町浜の宮〕 1972年4月13日指定 ※浜の宮古典芸能保存会
- 大島水門祭 〔串本町大島〕 1972年4月13日指定 ※大島水門祭保存会
- 大窪の笠踊り 〔海南市下津町大窪〕 1974年4月9日指定 ※大窪の笠踊り保存会
- お夏清十郎踊り 〔田辺市本宮町土河屋〕 1974年4月9日指定 ※お夏清十郎踊り保存会
- 紀州備長炭製炭技術 〔日高郡・田辺市・西牟婁郡・東牟婁郡管内〕 1974年4月9日指定 ※紀州備長炭製炭技術保存会
- 山路王子神社の奉納花相撲（泣き相撲） 〔海南市下津町市坪〕 1974年12月9日指定 ※山路王子神社泣き相撲保存会
- 山路王子神社の獅子舞 〔海南市下津町市坪〕 1974年12月9日指定 ※山路王子神社獅子舞保存会
- 二川歌舞伎芝居「三番叟」 〔有田川町二川〕 1974年12月9日指定 ※二川歌舞伎芝居保存会
- 三輪崎の鯨踊 〔新宮市三輪崎〕 1974年12月9日指定 ※郷土芸能保存会
- 阿尾のクエ祭 〔日高町阿尾尾崎〕 1976年3月11日指定 ※阿尾区クエ祭保存会
- 名之内の獅子舞 〔みなべ町清川名之内〕 1976年3月11日指定 ※名之内獅子舞保存会
- 上阿田木神社の春祭り（阿田木祭り） 〔日高川町初湯川〕 1977年3月16日指定 ※阿田木祭保存会
- 岩代の子踊り 〔みなべ町岩代〕 1977年3月16日指定 ※岩代の子踊り保存会
- 嵯峨谷の神踊り 〔橋本市高野口町嵯峨谷〕 1978年8月18日指定 ※嵯峨谷の神踊り保存会
- 下阿田木神社のお弓神事 〔日高川町皆瀬阿田木〕 1978年8月18日指定 ※阿田木神社お弓神事保存会
- 妙法壇祇園太鼓 〔紀の川市桃山町段〕 1979年6月9日指定 ※妙法壇祇園太鼓保存会
- 丹生祭 〔日高川町江川〕 1979年6月9日指定 ※丹生祭保存会
- 堅田祭 〔白浜町堅田〕 1979年6月9日指定 ※堅田祭保存会
- 天野の御田祭 〔かつらぎ町上天野〕 1981年7月13日指定 ※天野の御田祭保存会
- 久野原の御田 〔有田川町久野原〕 1981年7月13日指定 ※久野原の御田保存会
- 御坊下組の雀踊 〔御坊市薗〕 1981年7月13日指定 ※御坊下組の雀踊保存会
- ねんねこ祭 〔串本町田原〕 1981年7月13日指定 ※ねんねこ祭保存会
- 伏拝の盆踊 〔田辺市本宮町伏拝〕 1983年5月24日指定 ※伏拝盆踊保存会
- おとう祭 〔御坊市塩屋町南塩屋〕 1985年7月26日指定 ※おとう祭保存会
- 立神の雨乞踊り 〔海南市下津町引尾〕 1988年4月20日指定 ※立神の雨乞踊保存会
- 阿戸の獅子舞 〔由良町阿戸〕 1988年4月20日指定 ※阿戸の獅子舞保存会
- 衣奈祭の神事 〔由良町衣奈〕 1990年4月18日指定 ※衣奈祭保存連合会
- 芳養八幡神社の秋祭 〔田辺市中芳養〕 1990年4月18日指定 ※芳養八幡神社秋祭保存会
- 一ノ瀬大踊 〔上富田町市ノ瀬〕 1993年4月13日指定 ※一ノ瀬大踊保存会
- 土生八幡神社のお頭神事 〔日高川町土生〕 1994年4月20日指定 ※土生八幡神社お頭保存会
- 隅田八幡神社の秋祭 〔橋本市隅田町垂井〕 1995年4月11日指定 ※隅田八幡神社秋祭保存会
- 下川上の流れ施餓鬼 〔田辺市下川上〕 1997年4月23日指定 ※下川上愛郷会
- たい松押し 〔かつらぎ町花園梁瀬〕 1999年7月9日指定 ※花園郷土古典芸能保存会
- 印南八幡の重箱獅子と祭 〔印南町印南〕 2007年6月12日指定 ※印南八幡秋祭実行委員会
- 野田原の廻り阿弥陀 〔紀の川市桃山町野田原〕 2008年6月24日指定
- 顯國神社の三面獅子 〔湯浅町大字湯浅〕 2009年3月17日指定 ※顯國神社三面保存会

## 記念物

### 史跡

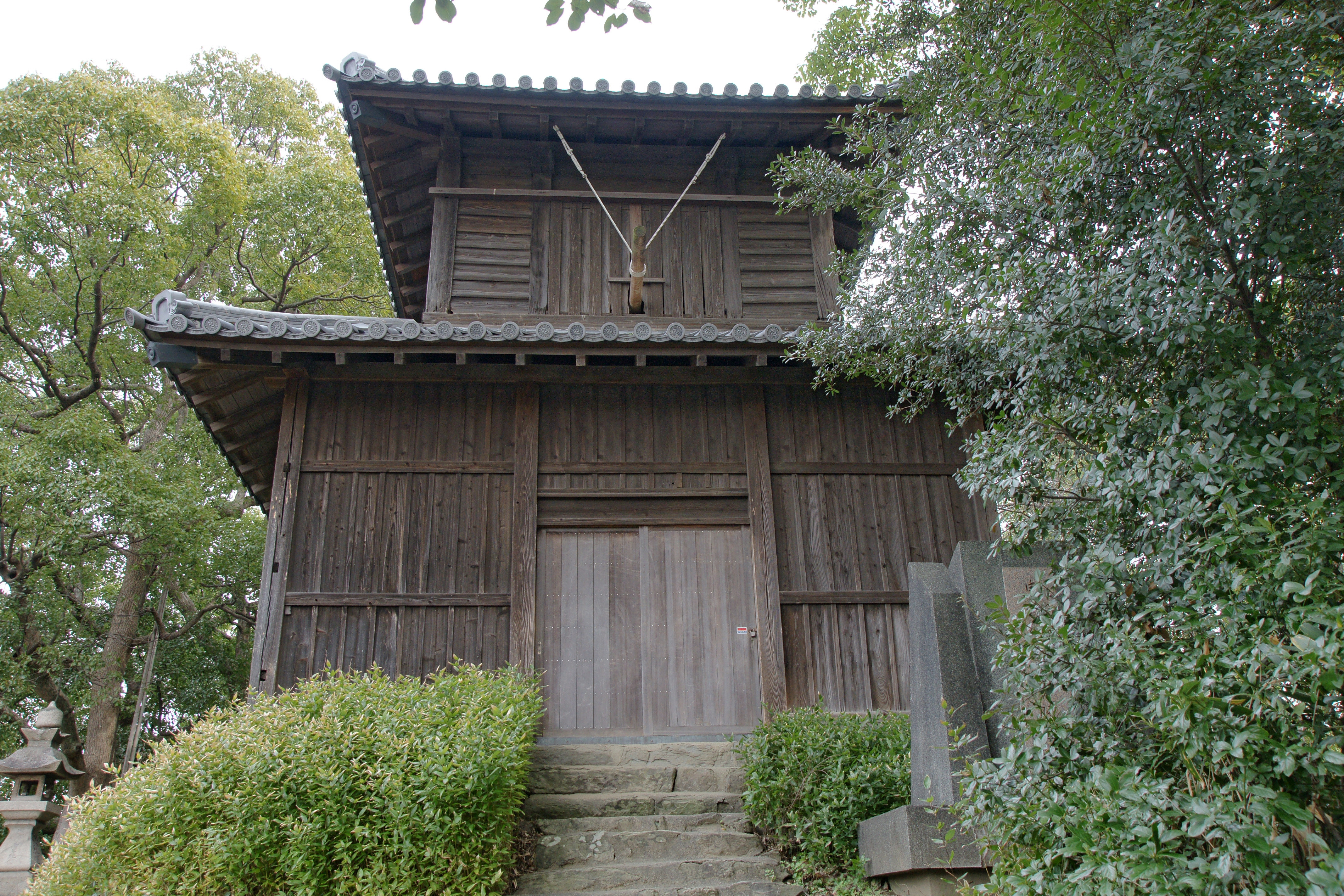
岡山の時鐘堂

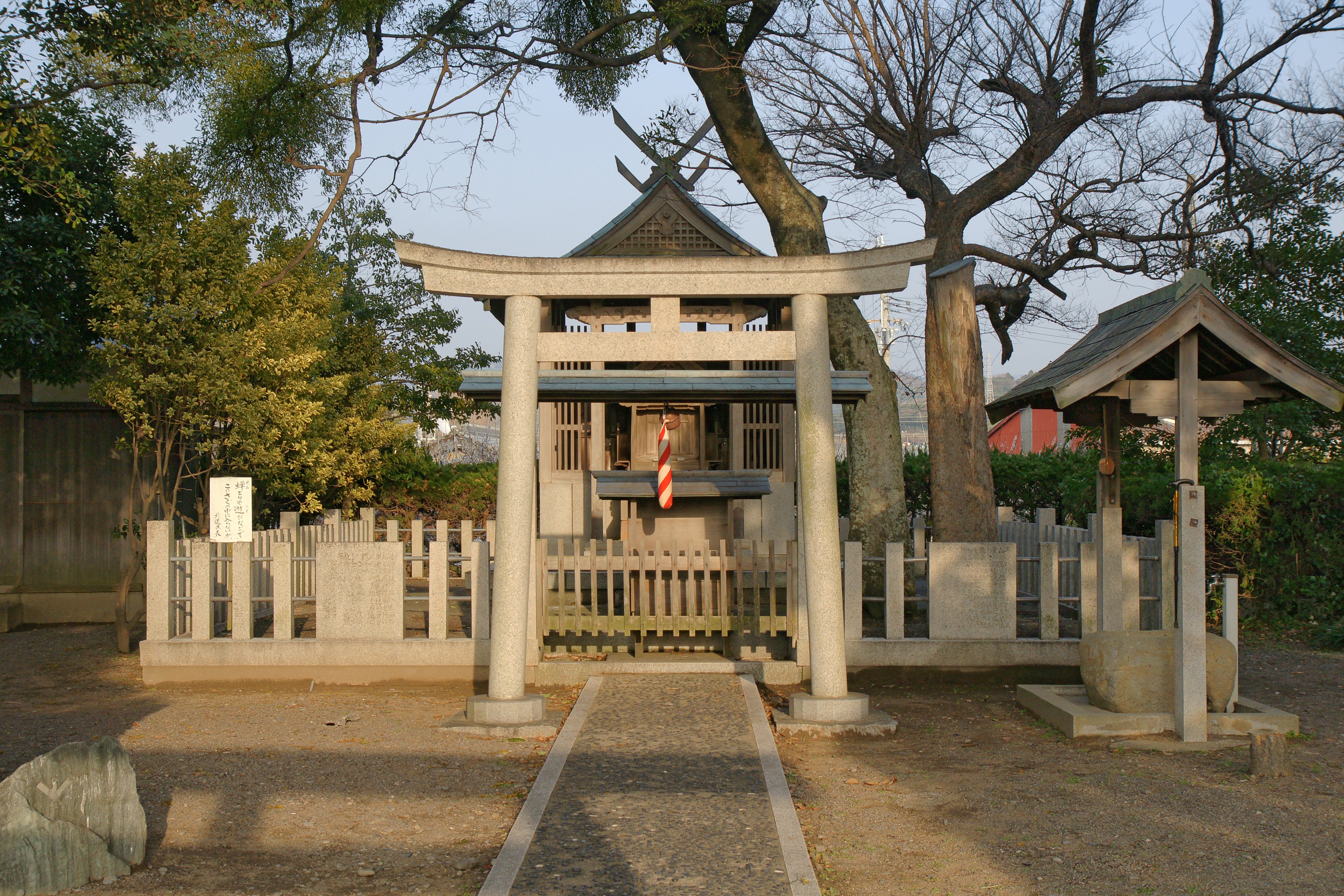
三鍋王子跡

- 華岡青洲の墓碑 〔紀の川市西野山〕 1957年11月19日指定
- 小原桃洞墓 〔和歌山市吹上五丁目〕 1958年4月1日指定 ※大恩寺
- 加納諸平墓 〔和歌山市道場町〕 1958年4月1日指定
- 川辺王子跡 〔和歌山市川辺〕 1958年4月1日指定 ※力侍神社
- 釜山古墳群 〔和歌山市木ノ本〕 1958年4月1日指定
- 岡山の時鐘堂 〔和歌山市吹上一丁目〕 1958年4月1日指定
- 松代王子跡 〔海南市大野中〕 1958年4月1日指定 ※春日神社
- 祓戸王子跡 〔海南市鳥居〕 1958年4月1日指定 ※藤白神社
- 藤白王子跡 〔海南市藤白〕 1958年4月1日指定 ※藤白神社
- 室山古墳 〔海南市黒江〕 1958年4月1日指定 ※中言神社
- 所阪王子跡 〔海南市下津町橘本〕 1958年4月1日指定 ※橘本神社
- 一壺王子跡 〔海南市下津町市坪〕 1958年4月1日指定 ※山路王子神社
- 森田節斎翁墓地 〔紀の川市荒見〕 1958年4月1日指定
- 豊臣家墓所 〔高野町高野山〕 1958年4月1日指定 ※金剛峯寺
- 禅尼上智碑 〔高野町高野山〕 1958年4月1日指定 ※金剛峯寺
- 高麗陣敵味方戦死者供養碑 〔高野町高野山〕 1958年4月1日指定 ※正智院
- 糸我村の一里塚 〔有田市糸賀町中番〕 1958年4月1日指定
- 椒の古墳 〔有田市初島町椒浜〕 1958年4月1日指定
- 耐久舎 〔広川町広〕 1958年4月1日指定
- 奥の宝塔及び宝篋印塔 〔有田川町奥〕 1958年4月1日指定
- 泣沢女の古墳 〔有田川町天満〕 1958年4月1日指定 ※藤並神社
- 塩屋王子跡 〔御坊市塩屋町北塩屋〕 1958年4月1日指定 ※塩屋王子神社
- 徳本上人誕生遺跡 〔日高町志賀〕 1958年4月1日指定 ※誕生院
- 高家王子跡 〔日高町萩原〕 1958年4月1日指定 ※内原王子神社
- 向山古墳 〔日高町荊木〕 1958年4月1日指定
- 辨天山古墳 〔日高町荊木〕 1958年4月1日指定
- 尊光寺 〔日高川町千津川〕 1958年4月1日指定 ※尊光寺
- 岩代の結松 〔みなべ町西岩代〕 1958年4月1日指定
- 岩代王子跡 〔みなべ町西岩代〕 1958年4月1日指定 ※西岩代八幡神社
- 千里王子跡 〔みなべ町山内〕 1958年4月1日指定
- 三鍋王子跡 〔みなべ町北道〕 1958年4月1日指定
- 中山王子跡 〔印南町島田〕 1958年4月1日指定 ※王子神社
- 切目崎塚穴 〔印南町島田〕 1958年4月1日指定
- 芳養王子跡 〔田辺市芳養町〕 1958年4月1日指定 ※大神社
- 出立王子跡 〔田辺市元町〕 1958年4月1日指定
- 近露の宝塔 〔田辺市中辺路町近露〕 1958年4月1日指定
- 安久川の千躰仏 〔白浜町才野〕 1958年4月1日指定
- 安久川の塚穴 〔白浜町才野〕 1958年4月1日指定
- 一瀬王子跡 〔上富田町市ノ瀬〕 1958年4月1日指定
- 稲葉根王子跡 〔上富田町岩田〕 1958年4月1日指定 ※岩田神社
- 八上王子跡 〔上富田町岡〕 1958年4月1日指定 ※八上神社
- 蓬莱山 〔新宮市新宮〕 1958年4月1日指定 ※阿須賀神社
- 山上不動堂跡 〔那智勝浦町那智山〕 1958年4月1日指定 ※熊野那智大社
- 亀山天皇御卒塔婆建立地跡 〔那智勝浦町那智山〕 1958年4月1日指定 ※熊野那智大社
- 瀧見堂跡 〔那智勝浦町那智山〕 1958年4月1日指定 ※熊野那智大社
- 花山法皇御籠所跡 〔那智勝浦町那智山〕 1958年4月1日指定 ※熊野那智大社
- 多富気王子跡 〔那智勝浦町那智山〕 1958年4月1日指定 ※熊野那智大社
- 中世行幸啓御泊所跡 〔那智勝浦町那智山〕 1958年4月1日指定 ※熊野那智大社・那智山青岸渡寺
- 崇源夫人五輪石塔 〔高野町高野山〕 1959年1月8日指定 ※蓮華院
- 久米崎王子跡 〔湯浅町別所〕 1959年1月8日指定 ※顕国神社
- 切部王子跡 〔印南町西ノ地〕 1959年1月8日指定 ※切目神社
- 浜王子跡 〔新宮市王子町〕 1959年1月8日指定
- 佐野王子跡 〔新宮市佐野〕 1959年1月8日指定
- 捕鯨の祖和田頼元墓 〔太地町太地〕 1959年1月8日指定
- トルコ軍艦遭難者墓地 〔串本町樫野〕 1959年1月8日指定
- 水軒堤防 〔和歌山市西浜〕 1959年4月23日指定
- 鳥屋城址 〔有田川町中井原〕 1959年8月18日指定
- 戸谷新右衛門の墓地 〔橋本市南馬場〕 1960年3月12日指定
- 大泰寺の板碑 〔那智勝浦町下和田〕 1963年3月26日指定
- 山口廃寺跡 〔和歌山市谷〕 1965年4月14日指定
- 神野々廃寺塔跡 〔橋本市神野々〕 1965年4月14日指定
- 名古曽廃寺跡 〔橋本市高野口町名古曽〕 1965年4月14日指定
- 畔田十兵衛墓 〔田辺市本宮町本宮〕 1965年9月20日指定
- 中世行幸御宿泊所 本宮竹の坊屋敷跡 〔田辺市本宮町本宮〕 1965年9月20日指定
- 鮎川王子跡 〔田辺市鮎川続〕 1966年12月9日指定
- 船戸山古墳群 〔岩出市船戸〕 1967年4月14日指定
- 磨崖名号碑（伝一遍上人名号石） 〔田辺市本宮町湯峯〕 1967年4月14日指定
- 陵山古墳 〔橋本市古佐田〕 1968年4月16日指定
- 武田信玄・武田勝頼墓地 〔高野町高野山〕 1968年4月16日指定 ※桜池院
- 天誅組志士幽閉の倉 〔田辺市龍神村小又川〕 1968年4月16日指定
- 宗祇法師屋敷跡 〔有田川町下津野〕 1968年6月27日指定
- 東大谷経塚遺跡 附和鏡 〔有田川町東大谷〕 1968年6月27日指定
- 野長瀬氏・横矢氏一族の墓所 〔田辺市中辺路町近露〕 1968年6月27日指定
- 大畑才蔵勝善の墓 〔橋本市学文路〕 1969年4月23日指定
- 書写妙法蓮華印塔 〔新宮市新宮〕 1969年4月23日指定 ※本広寺
- 丸山古墳 〔紀の川市貴志川町上野山〕 1969年7月14日指定
- 一遍上人名号碑建立之地 〔新宮市熊野川町日足〕 1969年7月14日指定
- 明秀上人廟所 〔海南市下津町曽根田〕 1971年3月22日指定 ※竹園社
- 中世農耕用水路文覚井 〔かつらぎ町笠田東〕 1972年4月13日指定 ※文覚井水利組合
- 火雨塚古墳 〔白浜町〕 1972年4月13日指定 ※熊野三所神社
- 女良古墳 〔海南市下津町大崎〕 1973年5月16日指定
- 松坂王子跡 〔海南市且来〕 1974年4月9日指定
- 藤代塔下王子跡 〔海南市下津町橘本〕 1974年4月9日指定 ※地蔵峰寺
- 橘本王子跡 〔海南市下津町橘本〕 1974年4月9日指定 ※阿弥陀寺
- 明恵上人遺跡 刈藻島 〔湯浅町栖原続〕 1974年12月9日指定
- 深専寺「大地震津波心得の記」碑 〔湯浅町湯浅〕 1974年12月9日指定
- 真田屋敷跡 〔九度山町九度山〕 1976年3月11日指定 ※善名称院
- 岩内古墳群 一号墳 三号墳 〔御坊市岩内〕 1979年6月9日指定
- 車駕之古址古墳 〔和歌山市木ノ本〕 1994年4月20日指定
- 隅田八幡神社経塚 〔橋本市隅田町〕 2007年6月12日指定
- 名古曽火葬墓 〔橋本市高野口町名古曽〕 2007年6月12日指定
- 逆川王子跡 〔湯浅町大字吉川字北谷〕 2009年3月17日指定
- 雑賀崎台場 〔和歌山市雑賀崎字長尾西原〕 2010年4月20日指定
- 三谷坂 〔かつらぎ町三谷〕 2011年3月15日指定
- 「紀州みかん」最初の地 附紀州柑橘剏祖之碑 〔有田市糸我町中番〕 2011年3月15日指定
- 糸我峠 〔有田市糸我・湯浅町吉川〕 2011年3月15日指定
- 長尾坂 〔田辺市上三栖・長野〕 2011年3月15日指定
- 闘鶏神社（新熊野鬪雞権現社）境内 〔田辺市湊字神田〕 2011年3月15日指定
- 鹿ヶ瀬峠 〔広川町河瀬・日高町原谷〕 2011年3月15日指定

### 名勝
- 藤崎弁天 〔紀の川市藤崎〕 1958年4月1日指定
- 玉川峡 〔九度山町・橋本市〕 1958年4月1日指定
- 蟾蜍岩 〔田辺市稲成町〕 1958年4月1日指定
- 潮岬 〔串本町潮岬〕 1959年1月8日指定
- 宝善院庭園 〔高野町高野山〕 1966年12月9日指定

### 名勝・史跡
- 和歌の浦 〔和歌山市和歌浦〕 2008年6月24日指定

奠供山 玉津島神社境内地 天満神社境内地 東照宮境内地 妹背山と三断橋 芦辺屋･朝日屋跡と鏡山 御手洗池公園 塩竃神社境内地 不老橋

### 名勝・庭園
- 琴ノ浦温山荘園 〔海南市船矢ノ島〕 2007年6月12日指定

### 名勝・天然記念物
- 千里の浜 〔みなべ町山内〕 1964年7月20日指定
- 百間山渓谷 〔田辺市熊野〕 1966年4月12日指定
- 滝ノ拝 〔古座川町小川〕 2010年3月16日指定

### 天然記念物

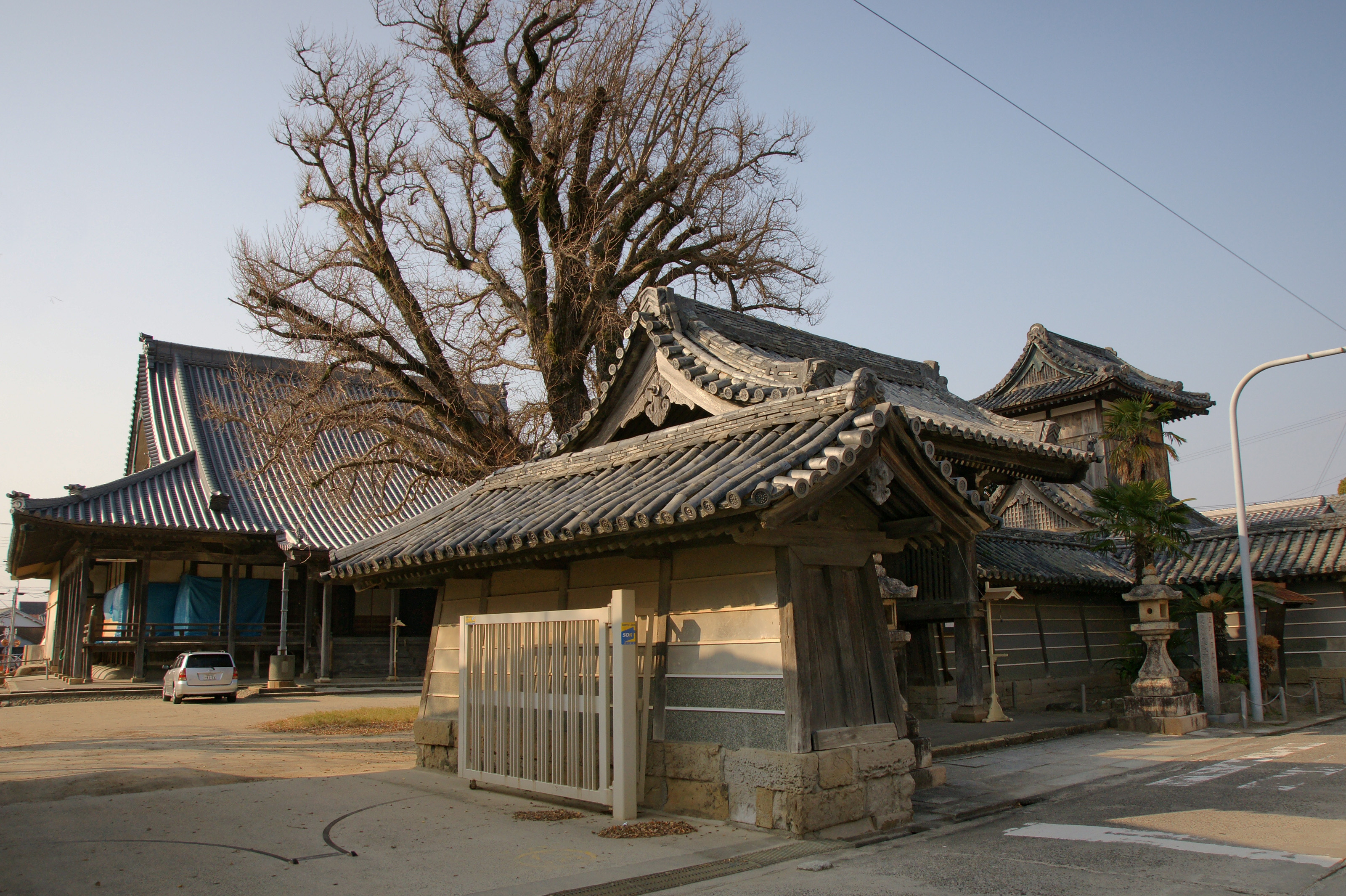
日高別院の公孫樹（本願寺日高別院境内）

- 田中神社の森（岡藤） 〔上富田町岡〕 1956年11月13日指定 ※八上神社
- 友ケ島深蛇池湿地帯植物群落 〔和歌山市加太〕 1958年4月1日指定
- 一の橋の樟樹 〔和歌山市一番丁〕 1958年4月1日指定
- 岡山の根上り松群 〔和歌山市吹上一丁目〕 1958年4月1日指定 ※和歌山大学
- 丹生神社の樟樹 〔和歌山市直川〕 1958年4月1日指定
- 常行寺の柏槙 〔和歌山市加太〕 1958年4月1日指定
- 椿の巨樹 〔和歌山市木枕〕 1958年4月1日指定
- 樫の大木 〔和歌山市永山〕 1958年4月1日指定
- しらかしの老大樹群 〔紀美野町田〕 1958年4月1日指定
- 加茂神社の公孫樹 〔紀の川市西川原〕 1958年4月1日指定
- 桂樹 〔紀の川市西脇〕 1958年4月1日指定
- しらかしの巨樹 〔紀の川市麻生津中〕 1958年4月1日指定 ※九頭神社
- 光明寺の松 〔紀の川市名手市場〕 1958年4月1日指定
- 十五社の樟樹 〔かつらぎ町笠田東〕 1958年4月1日指定
- 奥の院の大杉林 〔高野町高野山〕 1958年4月1日指定 ※金剛峯寺
- 高野槙の純林 〔高野町高野山〕 1958年4月1日指定 ※金剛峯寺
- 榁の老樹 〔有田川町小川〕 1958年4月1日指定 ※白岩丹生神社
- 日高別院の公孫樹 〔御坊市御坊〕 1958年4月1日指定
- 光専寺の柏槙 〔御坊市塩屋町南塩屋〕 1958年4月1日指定
- 海猫および海猫蕃殖地 弁天島 〔美浜町西浜海岸〕 1958年4月1日指定
- 姥目の老樹 〔美浜町和田〕 1958年4月1日指定 ※御崎神社
- はかまかずら自生北限地 〔由良町衣奈〕 1958年4月1日指定
- いすのきの純林 〔みなべ町晩稲〕 1958年4月1日指定
- 新庄町奥山の甌穴 〔田辺市新庄町奥山〕 1958年4月1日指定
- 野中の一方杉 〔田辺市中辺路町野中〕 1958年4月1日指定 ※近野神社
- 住吉神社のおがたまの木 〔田辺市鮎川〕 1958年4月1日指定
- 安宅八幡のいちいがし 〔白浜町安宅〕 1958年4月1日指定
- 那智の樟 〔那智勝浦町那智山〕 1958年4月1日指定 ※熊野那智大社
- 那智山旧参道の杉並木 〔那智勝浦町那智山〕 1958年4月1日指定 ※熊野那智大社
- しいの老樹 〔那智勝浦町下和田〕 1958年4月1日指定 ※大泰寺
- 信太神社の樟樹 〔橋本市高野口町九重〕 1959年1月8日指定
- さざんかの老樹 〔かつらぎ町東谷〕 1959年1月8日指定 ※堀越観音
- 切目神社のほるとのき 〔印南町西ノ地〕 1959年1月8日指定
- 鷹の巣 〔和歌山市雑賀崎〕 1959年4月23日指定
- 龍門山の磁石岩 〔紀の川市杉原〕 1959年4月23日指定
- くろがねもちの老樹 〔和歌山市下三毛〕 1960年3月12日指定
- 平見観音いぬつげの老樹 〔九度山町丹生川〕 1960年3月12日指定
- ヒメコマツの名木 〔和歌山市満屋〕 1963年3月26日指定
- しぐれの松 〔橋本市高野口町伏原〕 1963年3月26日指定 ※大光寺
- イワヒバの天然群落 〔紀の川市貴志川町西山〕 1964年5月28日指定
- ヤマザクラの名木（那智大社社務所前） 〔那智勝浦町那智山〕 1965年4月14日指定
- 枝垂ザクラ（那智大社本殿瑞坦際） 〔那智勝浦町那智山〕 1965年4月14日指定
- モッコクの大樹（那智大社実方院前庭） 〔那智勝浦町那智山〕 1965年4月14日指定
- イヌグスの大木（青岸渡寺 本堂脇） 〔那智勝浦町那智山〕 1965年4月14日指定
- 国木原ノダフジの大樹 〔紀美野町国木原〕 1966年12月9日指定
- 正覚寺ムクの木 〔岩出市高塚〕 1966年12月9日指定
- 栄福寺イブキビャクシンの大樹名木 〔岩出市湯窪〕 1966年12月9日指定
- 下中島の大イチョウ 〔岩出市中島〕 1966年12月9日指定
- 龍王神社のアコウ 〔美浜町三尾〕 1968年4月16日指定
- 川又観音のトチ 〔印南町川又〕 1968年4月16日指定
- 若宮八幡神社のボダイジュ 〔和歌山市有本〕 1969年4月23日指定
- 長保寺の林叢 〔海南市下津町上〕 1971年3月22日指定
- 蛭子神社の社叢 〔海南市下津町塩津〕 1971年3月22日指定
- 釜滝の甌穴 〔紀美野町釜滝〕 1971年3月22日指定
- 松原王子神社の社叢 〔美浜町吉原〕 1971年3月22日指定
- 熊野三所神社の社叢 〔白浜町〕 1972年4月13日指定
- キイシモツケ群生地 〔紀の川市杉原〕 1973年5月16日指定
- 厳島神社のイチョウ 〔九度山町上古沢〕 1973年5月16日指定
- 丹河地蔵堂のイチョウ 〔みなべ町北道〕 1974年12月9日指定
- 住吉神社の社叢 〔田辺市鮎川〕 1974年12月9日指定
- 赤滑の漣痕 〔田辺市鮎川〕 1974年12月9日指定
- 岡川八幡神社の社叢 〔上富田町岡〕 1974年12月9日指定
- 丹生神社のイチョウ 〔紀美野町長谷宮〕 1978年8月18日指定
- 善福寺のカヤ 〔紀美野町勝谷〕 1978年8月18日指定
- 箕六弁財天社のカツラ 〔紀美野町箕六〕 1978年8月18日指定
- 御所本の化石漣痕 〔新宮市熊野川町西〕 1983年5月24日指定
- 真妻神社のホルトノキ 〔印南町樮川〕 1985年7月26日指定
- 薬師寺のマツ 〔紀の川市赤尾〕 1991年5月31日指定
- 東光寺のナギ 〔印南町印南〕 1994年4月20日指定
- 百山稀少鉱物産出鉱脈 〔岩出市山崎〕 2005年5月31日指定
- 龍神宮のウバメガシ 〔田辺市上秋津〕 2008年6月24日指定
- 藤並神社のイチイガシ 〔有田川町天満〕 2011年3月15日指定 ※白岩丹生神社
- 保呂の虫喰岩 〔白浜町保呂字清水谷〕 2011年3月15日指定